# Estafa de amor
Estafa de amor é uma telenovela mexicana, produzida pela Televisa e exibida em 1961 pelo Telesistema Mexicano.

## Elenco
- Carmen Montejo
- Amparo Rivelles
- Raúl Ramírez
- Prudencia Grifell
- Carlos Nieto
- Karina Laverde